# Land's End
Pour les articles homonymes, voir Land's End (homonymie).
Land's End (Penn an Wlas en cornique) est un promontoire à Penwith, dans les Cornouailles en Angleterre, qui se trouve à la pointe extrême sud-ouest de la Grande-Bretagne. La distance de Land's End à John o' Groats (le point extrême nord-est de la Grande-Bretagne) est d'environ 1 400 km. Au large se trouvent les récifs de Longships où est établi le phare de Longships.
À Land's End se trouvent un parc d'attractions et l'aérodrome de Land's End, d'où l'on peut joindre Bristol, Exeter, Newquay, Southampton ou les Sorlingues. On peut également apercevoir cet archipel depuis la pointe.

## Histoire
Pythéas a décrit les Bretons de Bolerium (nom donné à Land's End par Pythéas) ; cette description est rapportée par Diodore de Sicile : « Les habitants de Bretagne, au cap de Bolerium […] extraient l'étain de manière ingénieuse. Le gisement est rocheux, mais il y a des interstices de terre où ils creusent des galeries. Quand ils ont récupéré l'étain en le fondant et qu'ils l'ont raffiné, ils le martèlent pour obtenir des osselets qu'ils transportent à l'île voisine d'Ictis. Ils attendent que la marée soit descendue, puis ils transportent des charretées d'étain ».[réf. nécessaire]
Lyonesse, une terre mythique mentionnée dans le cycle arthurien, est censée se trouver entre Land's End et les îles Scilly.